# Joost Reijns
Joost Reijns (Hoorn, 17 april 1987) is een Nederlandse zwemmer en medehouder van het Nederlands record op de 4x200 meter vrije slag in het 25 meterbad. Hij trainde onder leiding van Martin Truijens bij het Nationaal Zweminstituut Amsterdam.

## Carrière
In 2007 tijdens de wereldkampioenschappen zwemmen 2007 in Melbourne maakte Joost Reijns zijn internationale debuut. In Melbourne zwom hij met de 4x200 meter vrije slag estafette naar de vijftiende plaats, Olaf Wildeboer, Bas van Velthoven en Mitja Zastrow waren zijn ploeggenoten. 
Een jaar later nam hij in eigen land deel aan het Europese kampioenschappen zwemmen 2008. Opnieuw nam hij deel aan de 4x200 meter vrije slag, een negende plaats was ditmaal het resultaat. Dit resultaat bereikte hij samen met Sebastiaan Verschuren, Stefan Oosting en Olaf Wildeboer. In Eindhoven probeerde hij zich ook te plaatsen voor de Olympische Zomerspelen 2008, hoewel hij individueel voldeed aan de kwalificatie-eis voor de 4x200 meter vrije slag mocht hij niet naar Peking omdat de ploeg zich niet plaatste. In april 2008 nam hij ook deel aan de wereldkampioenschappen kortebaanzwemmen 2008 in Manchester. Hij eindigde als twintigste op de 200 meter vrije slag en als zesde op de 4x200 meter vrije slag, samen met Wildeboer, Zastrow en van Velthoven, daarnaast zwom hij ook in de series van de 4x100 meter vrije slag maar werd hij als langzaamste zwemmer vervangen door Robin van Aggele. In finale sleepten Robert Lijesen, Bas van Velthoven, Mitja Zastrow en Robin van Aggele de zilveren medaille in de wacht, voor zijn aandeel in de series ontving Reijns eveneens de zilveren medaille.
Tijdens de Amsterdam Swim Cup 2010 kwalificeerde Reijns zich voor de Europese kampioenschappen zwemmen 2010 in Boedapest. In de Hongaarse hoofdstad strandde de Nederlander in de series van de 200 meter vrije slag, samen met Sebastiaan Verschuren, Bas van Velthoven en Stefan de Die eindigde hij als zesde op de 4x200 meter vrije slag. Op de Europese kampioenschappen kortebaanzwemmen 2010 in Eindhoven eindigde Reijns als zesde op de 100 meter vrije slag en als zevende op de 200 meter vrije slag.
Op de Swim Cup Eindhoven 2011 wist Reijns zich te kwalificeren voor de wereldkampioenschappen zwemmen 2011, in Shanghai werd hij uitgeschakeld in de series van de 200 meter vrije slag. In Szczecin nam hij deel aan de Europese kampioenschappen kortebaanzwemmen 2011. Op dit toernooi eindigde hij als vijfde op de 200 meter vrije slag en als zevende op de 100 meter vrije slag, op de 4x50 meter wisselslag eindigde hij samen met Bastiaan Lijesen, Robin van Aggele en Joeri Verlinden op de vierde plaats.
Bij Reijns werd in januari 2012 teelbalkanker vastgesteld, waarna kort erna een operatie en chemokuren volgden.

## Internationale toernooien
| Jaar | Olympische Spelen | WK langebaan                                 | WK kortebaan                                                                                 | EK langebaan                                                 | EK kortebaan                                              |
| ---- | ----------------- | -------------------------------------------- | -------------------------------------------------------------------------------------------- | ------------------------------------------------------------ | --------------------------------------------------------- |
| 2007 |                   | 15e 4x200m vrije slag                        |                                                                                              |                                                              | geen deelname                                             |
| 2008 | geen deelname     |                                              | 20e 200m vrije slag · 4x100m vrije slag · Reijns zwom enkel de series · 6e 4x200m vrije slag | 9e 4x200m vrije slag                                         | geen deelname                                             |
| 2009 |                   | geen deelname                                |                                                                                              |                                                              | geen deelname                                             |
| 2010 |                   |                                              | geen deelname                                                                                | 23e 200m vrije slag 6e 4x200m vrije slag                     | 6e 100m vrije slag 7e 200m vrije slag                     |
| 2011 |                   | 30e 200m vrije slag                          |                                                                                              |                                                              | 7e 100m vrije slag 5e 200m vrije slag 4e 4x50m wisselslag |
| 2012 | geen deelname     |                                              | geen deelname                                                                                |                                                              | 11e 100m vrije slag 16e 200m vrije slag                   |
| 2013 |                   | geen deelname                                |                                                                                              |                                                              | 33e 100m vrije slag 47e 200m vrije slag                   |
| 2014 |                   |                                              | geen deelname                                                                                | 39e 100m vrije slag 30e 200m vrije slag 5e 4x200m vrije slag |                                                           |
| 2015 |                   | 4x100m vrije slag mixed 6e 4x200m vrije slag |                                                                                              |                                                              |                                                           |

## Persoonlijke records
Bijgewerkt tot en met 11 december 2011

### Kortebaan
| Afstand         | Tijd    | Datum            | Plaats   |
| --------------- | ------- | ---------------- | -------- |
| 100m vrije slag | 47,65   | 10 december 2011 | Szczecin |
| 200m vrije slag | 1.44,21 | 11 december 2011 | Szczecin |

### Langebaan
| Afstand         | Tijd    | Datum        | Plaats    |
| --------------- | ------- | ------------ | --------- |
| 100m vrije slag | 49,44   | 8 april 2011 | Eindhoven |
| 200m vrije slag | 1.47,90 | 9 april 2011 | Eindhoven |